# جان بیتس کلارک
جان بیتس کلارک (۱۸۴۷ ژانویه ۲۶–۱۹۳۸ مارس ۲۱) یک اقتصاددان نئوکلاسیک آمریکایی بود. او یکی از پیشگامان انقلاب مارژینالیستی و مخالف مکتب اقتصاد نهادگرا، و بیشتر فعالیت خود را به تدریس در دانشگاه کلمبیا گذراند.